# Meleh Khān
Meleh Khān (persiska: میله خان, Mīleh Khān, مله خان) är en ort i Iran.   Den ligger i provinsen Lorestan, i den västra delen av landet, 400 km sydväst om huvudstaden Teheran. Meleh Khān ligger 1 668 meter över havet och antalet invånare är 794.
Terrängen runt Meleh Khān är kuperad, och sluttar söderut. Runt Meleh Khān är det ganska tätbefolkat, med 58 invånare per kvadratkilometer. Närmaste större samhälle är Nūrābād, 18,3 km norr om Meleh Khān. Omgivningarna runt Meleh Khān är i huvudsak ett öppet busklandskap.